# Together to the Stars
Together to the Stars ist eine im Jahr 2015 gegründete schwedische Post-Black-Metal-Band aus Stockholm.

## Geschichte
Together to the Stars wurde im Jahr 2015 vom schwedischen Multiinstrumentalisten David Steinmarck in Schwedens Hauptstadt Stockholm gegründet und wurde bis Mitte 2022 von Franco Fuentes als Sänger unterstützt. Am 25. Januar 2019 erschien mit An Oblivion Above das Debütalbum mit fünf Titeln beim deutschen Independent-Label Northern Silence Productions. Eine Collectors-Edition des Albums ist auf 500 Einheiten limitiert.
Am 16. März 2020 kündigte die Gruppe ihr zweites Album As We Wither an, welches am 24. April gleichen Jahres bei Northern Silence Productions aufgelegt wird. Zudem wurde mit Reprise das erste Stück aus dem Album veröffentlicht.
Am 4. September 2021 gaben Franco Fuentes und David Steinmarck bekannt, dass man mit dem Gitarristen William Zackrisson, dem Bassisten Sebastian Ryderberg sowie dem Schlagzeuger Magnus Brolin drei Musiker integriert habe, sodass Together to the Stars als Band agiert und Konzerte spielen kann. Im Juni des Jahres 2022 gab die Gruppe den Ausstieg von Sänger und Gründungsmitglied Franco Fuentes bekannt.
Together to the Stars veröffentlichten im Juli und August 2024 mit Mercurius und Waiting for a Fire zwei musikalische Vorboten zum dritten Studioalbum The Fragile Silence, das selbst am 6. September gleichen Jahres über Northern Silence Productions in limitierter Auflage auf CD herausgegeben wurde. Das Album wurde an der Königlichen Musikhochschule Stockholm eingespielt und produziert.

## Stil
Die Musik von Together to the Stars wird als moderner Depressive Black Metal mit teilweise eingängigen Gitarrenriffings und einer dichten Stimmung beschrieben, wobei einzelne Melodien als „ironischerweise zunächst euphorisch klingend“ bezeichnet werden. Musikalische Einflüsse aus dem Post-Metal sind laut Wolfsbrunn von Metal.de kaum vorhanden. In den Riffings verwenden die Musiker die fast für das Genre üblichen und unumgänglichen Shoegaze-Momente der französischen Schule. Wolfsbrunn bezeichnet die Musik, nicht zuletzt wegen der klinisch wirkenden Schlagzeug-Klänge, auf dem typischen Niveau von Ein-Mann-Projekten.
Stephan Rajchl zufolge wechselt der giftige Schreigesang auf stimmige Weise mit den Klangmelodien, die zwischen Melancholie und Euphorie wechseln und ab und an auf träumerische Klargesang-Passagen treffen. Die Titel auf dem Debütalbum An Oblivion Above sind ausschweifend arrangiert und strahlen ein Gefühlsgemisch aus Verzweiflung und Hoffnung aus, wobei es die beiden Musiker schaffen, in ihren Gitarrenmelodien einen beinahe optimistischen Unterton zu verstecken, ohne dabei die vorherrschende Niedergeschlagenheit ad absurdum zu führen. Der Musik wird eine aufrichtige Emotionalität, wie sie Gruppen wie Harakiri for the Sky und Deafheaven herüberbringen, zugeschrieben.
Laut Arlette Huguenin Dumittan von Vampster kreieren Together to the Stars „wunderbar melancholische Post-Black-Metal-Klanglandschaften, die einen dazu motivieren, in die kalte Nacht hinauszugehen und den Sternenhimmel anzusehen.“ Dabei agiert das Duo in musikalischen Gefilden, wo sich auch Gruppen wie Alcest, Svavelvinter, Seas of Years oder auch Amesoeurs zu Hause fühlen. In einem Interview mit Vampster verriet Gitarrist David Steinmarck, dass Gruppen wie Deafheaven, Saor, Elderwind, Explosions in the Sky, Alcest und Burzum ihn musikalisch beeinflusst haben.
Christian Wörgerbauer von Vampster zufolge bleibe das thematische Konzept der Gruppe auf ihrem dritten Studioalbum nach wie vor in der Erforschung der menschlichen Verzweiflung und Widerstandsfähigkeit verwurzelt, klinge aber reifer als auf den musikalischen Vorgängern. Das Album beschäftige sich damit, so Wörgerbauer, die kaputte Welt zu akzeptieren und darüber nachzudenken, wie man auf die Veränderungen reagieren solle. Björn Backes, der The Fragile Silence für das Online-Metalmagazin Powermetal.de rezensierte, verglich die Musik aufgrund des Energieausstoßes in den brachialen Phasen mit den Genrekollegen Harakiri for the Sky aus Österreich. Together to the Stars betreten zwar kein musikalisches Neuland, aber die Leidenschaft in ihrer Performance mache, Backes zufolge, das kreative Defizit wett. Backes befand, dass die Gruppe zwar nicht mehr so viel Abwechslung in den finalen Passagen ihrer Lieder produziere, so aber ein roter Faden vorhanden bleibe, auf das homogene Konzept der Band aufbaue.

## Diskografie
- 2019: An Oblivion Above (Album, Northern Silence Productions)
- 2020: As We Wither (Album, Northern Silence Productions)
- 2024: The Fragile Silence (Album, Northern Silence Productions)